# Samuel Oum Gouet
Samuel Yves Oum Gouet (Ayos, 14 dicembre 1997) è un calciatore camerunese, centrocampista dell'FC Politehnica Iași e della nazionale camerunese.

## Carriera

### Club
Ha giocato nella prima divisione austriaca, in quella belga ed in quella rumena.

### Nazionale
Ha giocato nella nazionale camerunese Under-20.
Ha esordito in nazionale maggiore nel 2020; è stato convocato per la Coppa delle nazioni africane 2021 e per i Mondiali del 2022.

## Statistiche

### Cronologia presenze e reti in nazionale
| Cronologia completa delle presenze e delle reti in nazionale ― Camerun | Cronologia completa delle presenze e delle reti in nazionale ― Camerun | Cronologia completa delle presenze e delle reti in nazionale ― Camerun | Cronologia completa delle presenze e delle reti in nazionale ― Camerun | Cronologia completa delle presenze e delle reti in nazionale ― Camerun | Cronologia completa delle presenze e delle reti in nazionale ― Camerun | Cronologia completa delle presenze e delle reti in nazionale ― Camerun | Cronologia completa delle presenze e delle reti in nazionale ― Camerun |
| Data                                                                   | Città                                                                  | In casa                                                                | Risultato                                                              | Ospiti                                                                 | Competizione                                                           | Reti                                                                   | Note                                                                   |
| ---------------------------------------------------------------------- | ---------------------------------------------------------------------- | ---------------------------------------------------------------------- | ---------------------------------------------------------------------- | ---------------------------------------------------------------------- | ---------------------------------------------------------------------- | ---------------------------------------------------------------------- | ---------------------------------------------------------------------- |
| 6-1-2016                                                               | Gisenyi                                                                | Ruanda                                                                 | 1 – 1                                                                  | Camerun                                                                | Amichevole                                                             | -                                                                      |                                                                        |
| 13-1-2016                                                              | Njeru                                                                  | Uganda                                                                 | 0 – 0                                                                  | Camerun                                                                | Amichevole                                                             | -                                                                      | 65’                                                                    |
| 17-1-2016                                                              | Butare                                                                 | Angola                                                                 | 0 – 0                                                                  | Camerun                                                                | CHAN 2016 - 1º turno                                                   | -                                                                      |                                                                        |
| 21-1-2016                                                              | Butare                                                                 | Camerun                                                                | 0 – 0                                                                  | Etiopia                                                                | CHAN 2016 - 1º turno                                                   | -                                                                      |                                                                        |
| 25-1-2016                                                              | Butare                                                                 | Camerun                                                                | 3 – 1                                                                  | RD del Congo                                                           | CHAN 2016 - 1º turno                                                   | -                                                                      |                                                                        |
| 30-1-2016                                                              | Butare                                                                 | Camerun                                                                | 0 – 3 dts                                                              | Costa d'Avorio                                                         | CHAN 2016 - Quarti di finale                                           | -                                                                      |                                                                        |
| 9-10-2020                                                              | Utrecht                                                                | Giappone                                                               | 0 – 0                                                                  | Camerun                                                                | Amichevole                                                             | -                                                                      |                                                                        |
| 12-11-2020                                                             | Douala                                                                 | Camerun                                                                | 4 – 1                                                                  | Mozambico                                                              | Qual. Coppa d'Africa 2021                                              | -                                                                      | 71’                                                                    |
| 30-3-2021                                                              | Douala                                                                 | Camerun                                                                | 0 – 0                                                                  | Ruanda                                                                 | Qual. Coppa d'Africa 2021                                              | -                                                                      | 70’                                                                    |
| 4-6-2021                                                               | Wiener Neustadt                                                        | Nigeria                                                                | 0 – 1                                                                  | Camerun                                                                | Amichevole                                                             | -                                                                      | 30’                                                                    |
| 8-6-2021                                                               | Wiener Neustadt                                                        | Camerun                                                                | 0 – 0                                                                  | Nigeria                                                                | Amichevole                                                             | -                                                                      | 73’                                                                    |
| 13-11-2021                                                             | Soweto                                                                 | Malawi                                                                 | 0 – 4                                                                  | Camerun                                                                | Qual. Coppa d'Africa 2021                                              | -                                                                      |                                                                        |
| 16-11-2021                                                             | Yaoundé                                                                | Camerun                                                                | 1 – 0                                                                  | Costa d'Avorio                                                         | Qual. Coppa d'Africa 2021                                              | -                                                                      |                                                                        |
| 9-1-2022                                                               | Yaoundé                                                                | Camerun                                                                | 2 – 1                                                                  | Burkina Faso                                                           | Coppa d'Africa 2021 - 1º turno                                         | -                                                                      |                                                                        |
| 17-1-2022                                                              | Yaoundé                                                                | Camerun                                                                | 1 – 1                                                                  | Capo Verde                                                             | Coppa d'Africa 2021 - 1º turno                                         | -                                                                      | 87’                                                                    |
| 29-1-2022                                                              | Douala                                                                 | Gambia                                                                 | 0 – 2                                                                  | Camerun                                                                | Coppa d'Africa 2021 - Quarti di finale                                 | -                                                                      |                                                                        |
| 3-2-2022                                                               | Yaoundé                                                                | Camerun                                                                | 0 – 0 dts (1 – 3 dtr)                                                  | Egitto                                                                 | Coppa d'Africa 2021 - Semifinale                                       | -                                                                      | 61’ 80’                                                                |
| 5-2-2022                                                               | Yaoundé                                                                | Burkina Faso                                                           | 3 – 3 dts (3 – 5 dtr)                                                  | Camerun                                                                | Coppa d'Africa 2021 - Finale 3º posto                                  | -                                                                      | 46’                                                                    |
| 25-3-2022                                                              | Douala                                                                 | Camerun                                                                | 0 – 1                                                                  | Algeria                                                                | Qual. Mondiali 2022                                                    | -                                                                      |                                                                        |
| 29-3-2022                                                              | Blida                                                                  | Algeria                                                                | 1 – 2 dts                                                              | Camerun                                                                | Qual. Mondiali 2022                                                    | -                                                                      | 77’ 102’                                                               |
| 9-6-2022                                                               | Dar es Salaam                                                          | Burundi                                                                | 0 – 1                                                                  | Camerun                                                                | Qual. Coppa d'Africa 2023                                              | -                                                                      |                                                                        |
| 27-9-2022                                                              | Seul                                                                   | Corea del Sud                                                          | 1 – 0                                                                  | Camerun                                                                | Amichevole                                                             | -                                                                      |                                                                        |
| 24-11-2022                                                             | Al Wakrah                                                              | Svizzera                                                               | 1 – 0                                                                  | Camerun                                                                | Mondiali 2022 - 1º turno                                               | -                                                                      |                                                                        |
| 28-11-2022                                                             | Al Wakrah                                                              | Camerun                                                                | 3 – 3                                                                  | Serbia                                                                 | Mondiali 2022 - 1º turno                                               | -                                                                      | 81’                                                                    |
| 12-9-2023                                                              | Garoua                                                                 | Camerun                                                                | 3 – 0                                                                  | Burundi                                                                | Qual. Coppa d'Africa 2023                                              | -                                                                      | 78’                                                                    |
| Totale                                                                 |                                                                        | Presenze                                                               | 25                                                                     |                                                                        | Reti                                                                   | 0                                                                      |                                                                        |